# Nati nel 1680
| Questa pagina contiene informazioni ricavate automaticamente dalle voci biografiche con l'ausilio del template Bio e di un bot. L'aggiornamento è periodico e automatico e ricostruisce completamente la pagina. Se manca una persona in questa lista, sei pregato di non aggiungerla, ma accertati piuttosto che la sua voce biografica contenga il template Bio e che i dati anagrafici siano correttamente compilati. Se il template Bio manca, inseriscilo tu stesso o, in alternativa, metti l'avviso {{tmp\|Bio}} che ne segnala la mancanza. Se i dati riportati sono sbagliati, correggi direttamente la voce biografica; le modifiche saranno visibili in questa lista entro pochi giorni. Per chiarimenti vedi il progetto biografie. La lista contiene solo le 117 persone che sono citate nell'enciclopedia e per le quali è stato implementato correttamente il template Bio. Pagina aggiornata al 10 giu 2025. |

## Gennaio(3)
- 3 gennaio - Johann Baptist Zimmermann, pittore e stuccatore tedesco († 1758)
- 8 gennaio - Sebastiano Conca, pittore italiano († 1764)
- 28 gennaio - Claude Gros de Boze, numismatico francese († 1753)

## Febbraio(6)
- 14 febbraio - John Sidney, VI conte di Leicester, nobile inglese († 1737)
- 16 febbraio - Maria Eleonore von Hatzfeld-Wildenburg, nobile tedesca († 1718)
- 20 febbraio - Federico Guglielmo Adolfo di Nassau-Siegen, principe tedesco († 1722)
- 20 febbraio - Anton Maria Zanetti, incisore, critico d'arte e mercante d'arte italiano († 1767)
- 23 febbraio - Jean-Baptiste Le Moyne de Bienville, funzionario, esploratore e navigatore francese († 1767)
- 25 febbraio - Philipp Hyazint von Lobkowicz, nobile ceco († 1734)

## Marzo(6)
- 14 marzo - Maria Isabella Gonzaga, nobildonna italiana († 1726)
- 16 marzo - Camillo Affarosi, abate e storico italiano († 1763)
- 17 marzo - Giuseppe Gambarini, pittore italiano († 1725)
- 20 marzo - Emanuele d'Astorga, compositore e letterato italiano († 1757)
- 26 marzo - Carlo di Danimarca, principe danese († 1729)
- 30 marzo - Angelo Maria Querini, cardinale, arcivescovo cattolico e letterato italiano († 1755)

## Aprile(6)
- 5 aprile - Carlo Vincenzo Ferrero d'Ormea, nobile e politico italiano († 1745)
- 9 aprile - Philippe Néricault Destouches, commediografo francese († 1754)
- 17 aprile - Frans Greenwood, pittore e incisore olandese († 1763)
- 23 aprile - Anna Canalis di Cumiana, nobile italiana († 1769)
- 23 aprile - Richard Edgcumbe, politico inglese († 1758)
- 30 aprile - John Ker, I duca di Roxburghe, nobile e politico scozzese († 1741)

## Maggio(6)
- 1º maggio - Costantino Ladislao Sobieski, nobile polacco († 1723)
- 5 maggio - Giuseppe Porsile, musicista italiano († 1750)
- 6 maggio - Jean-Baptiste Stuck, violoncellista e compositore italiano († 1755)
- 11 maggio - Ignatius Kegler, gesuita, astronomo e missionario tedesco († 1746)
- 14 maggio - Mikkel Bille, ammiraglio danese († 1756)
- 29 maggio - Ferdinando Alberto II di Brunswick-Lüneburg, duca († 1735)

## Luglio(2)
- 8 luglio - Joseph Dominick von Lamberg, cardinale e vescovo cattolico austriaco († 1761)
- 28 luglio - Giovan Battista Minucci, religioso e vescovo cattolico italiano († 1767)

## Agosto(2)
- 9 agosto - Johann Philipp Breyne, botanico, paleontologo e zoologo tedesco († 1764)
- 22 agosto - Pierre Guérin de Tencin, cardinale e arcivescovo cattolico francese († 1758)

## Settembre(10)
- 3 settembre - Pere Sans Jordà, vescovo cattolico e santo spagnolo († 1747)
- 4 settembre - Giovanni Domenico Piastrini, pittore italiano († 1740)
- 5 settembre - Thomas Hamilton, VI conte di Haddington, nobile e politico scozzese († 1735)
- 8 settembre - Candido Vitali, pittore italiano († 1753)
- 20 settembre - Pierre François Biancolelli, attore teatrale, commediografo e ballerino italiano († 1734)
- 22 settembre - Barthold Heinrich Brockes, poeta tedesco († 1747)
- 25 settembre - Adamo Francesco Carlo di Schwarzenberg, nobile e militare austriaco († 1732)
- 28 settembre - Aleksej Michajlovič Čerkasskij, nobile e politico russo († 1742)
- 28 settembre - Nicolas Ravot d'Ombreval, politico e magistrato francese († 1729)
- 29 settembre - Luisa Dorotea di Prussia, principessa prussiana († 1705)

## Ottobre(6)
- 3 ottobre - Giovanna Elisabetta di Baden-Durlach, nobile († 1757)
- 13 ottobre - Caterina Opalińska, sovrana polacca († 1747)
- 15 ottobre - Giuseppe Volpi, nobile e letterato italiano († 1756)
- 17 ottobre - Anna Constantia von Brockdorff, nobildonna tedesca († 1765)
- 18 ottobre - Matteo Bragadin, politico italiano († 1777)
- 26 ottobre - Giacomo Lanfredini, cardinale e vescovo cattolico italiano († 1741)

## Novembre(11)
- 1º novembre - Wriothesley Russell, II duca di Bedford, nobile britannico († 1711)
- 4 novembre - Carlo Antonio Rambaldi, pittore e incisore italiano († 1717)
- 7 novembre - Cristiano III Maurizio di Sassonia-Merseburg, duca († 1694)
- 8 novembre - Constanzo Beschi, gesuita, missionario e poeta italiano († 1747)
- 8 novembre - Leonardo Coccorante, pittore italiano († 1750)
- 13 novembre - Felice Solazzo Castriotta, arcivescovo cattolico italiano († 1755)
- 18 novembre - Luigi II Gonzaga, nobile italiano († 1746)
- 18 novembre - Jean-Baptiste Loeillet, compositore e musicista belga († 1730)
- 24 novembre - Jean-Baptiste Bassand, medico francese († 1742)
- 24 novembre - Carlo Giuseppe di Lorena, arcivescovo cattolico tedesco († 1715)
- 25 novembre - Ursula Caterina di Altenbockum, nobildonna polacca († 1743)

## Dicembre(3)
- 13 dicembre - Maria Elisabetta d'Asburgo, nobile austriaca († 1741)
- 30 dicembre - Andrea Galassini, architetto e stuccatore svizzero († 1766)
- 31 dicembre - Camillo Olivieri, vescovo cattolico italiano († 1758)

## Senza giorno specificato(56)
- John Abernethy, teologo irlandese († 1740)
- Pehr Adlerfelt, militare svedese († 1743)
- Eleazar Albin, naturalista e pittore inglese († 1742)
- Muhammad Awzal, poeta e scrittore marocchino († 1758)
- Johann Ernst Elias Bessler, inventore tedesco († 1745)
- Charles-Etienne Briseux, architetto francese († 1754)
- Antonio Buonfigli, pittore italiano († 1750)
- Martino Buonocore, ingegnere, architetto e decoratore italiano († 1765)
- Teimuraz II di Cachezia, re († 1762)
- Antonino Cannavò, presbitero, pittore e letterato italiano († 1763)
- Richard Cantillon, banchiere e economista irlandese († 1734)
- Jesse di Cartalia, re († 1727)
- Cesare Cattaneo Della Volta, doge († 1756)
- Giacinto Cattoli, attore teatrale italiano († 1739)
- Ephraim Chambers, scrittore britannico († 1740)
- René Charpentier, scultore francese († 1723)
- Cirillo VI Tanas, vescovo cattolico e patriarca cattolico siriano († 1760)
- Nicola Coleti, storico e presbitero italiano († 1765)
- Agostino Bonaventura Coletti, organista e compositore italiano († 1752)
- Arthur Collier, presbitero, filosofo e teologo inglese († 1732)
- John Colson, matematico e presbitero inglese († 1760)
- Antoine Joseph Dezallier d'Argenville, naturalista francese († 1765)
- Louis-Antoine Dornel, compositore, clavicembalista e organista francese
- Peter Eggebrecht, ceramista tedesco († 1738)
- Francesco Orazio della Penna, missionario, traduttore e esploratore italiano († 1745)
- Antoine-Robert Gaudreaux, ebanista francese († 1746)
- Domenico Gizzi, compositore e cantante castrato italiano († 1758)
- Johann Gottfried Tannauer, pittore tedesco († 1737)
- Guillielmus de Groff, scultore e ebanista fiammingo († 1742)
- Winifred Herbert, nobile britannica († 1749)
- Benjamin Hornigold, pirata inglese († 1719)
- Michel-Ange Houasse, pittore francese († 1730)
- Ivan Petrovič Kozyrevskij, esploratore russo († 1734)
- Louis Denis Lalive de Bellegarde, funzionario francese († 1751)
- John Machin, matematico e astronomo inglese († 1751)
- Adolf Bernard von Martinitz, nobile e politico austriaco († 1735)
- Giovanni Mossi, compositore e violinista italiano († 1742)
- Antonio Paglia, pittore italiano († 1747)
- Paweł Karol Sanguszko, nobile e ufficiale polacco († 1750)
- Gian Giacomo Planteri, architetto italiano († 1756)
- Angelo Ragazzi, compositore e violinista italiano († 1750)
- Giacomo Rampini, compositore italiano († 1760)
- Aleksandr Ivanovič Rumjancev, nobile, diplomatico e generale russo († 1749)
- Bartolomeo Rusca, pittore svizzero († 1745)
- Ottavio Scotti, architetto italiano († 1748)
- Naum Akimovič Senjavin, ammiraglio russo († 1738)
- Alessandro Speroni, architetto italiano († 1740)
- Henry Sully, orologiaio inglese († 1729)
- Serafino Tamburelli, pittore italiano († 1750)
- Tiryaki Hacı Mehmed Pascià, politico ottomano († 1751)
- Antonio Turbino, architetto italiano († 1756)
- Francesco Valletta, letterato, filologo e storico italiano († 1760)
- Charles Vane, pirata inglese († 1721)
- Louis René Vialy, pittore francese († 1770)
- Claude de Beauharnais, nobile francese († 1738)
- Ōoka Shunboku, pittore e incisore giapponese († 1763)